# Alexej Markusjevitj
Aleksej Ivanovitj Markusjevitj (ryska: Алексей Иванович Маркушевич), född 2 april 1908 i Petrozavodsk, död 7 juni 1979 i Moskva var en sovjetisk matematiker.
Markusjevitj var lärare vi Moskvauniversitetet och blev professor där 1946. Han fortsatte sin lärargärning där fram till sin död. Han var vicepresident för Ryska sovjetrepublikens akademi för pedagogiska vetenskaper mellan 1950 och 1958. Mellan 1958 och 1963 var han vice utbildningsminister i Ryska sovjetrepubliken. Senare, mellan 1964 och 1976, var han vicepresident för den sovjetiska akademin för pedagogiska vetenskaper.
Markusjevitjs främsta intresse var teorin för analytiska funktioner i vilket ämne han skrev ett antal matematikhistoriska verk.